# Точка на пресичане
„Нещата от живота“ (на английски: Intersection) е американска романтична драма от 1994 г. на режисьора Марк Райдел, и участват Ричард Гиър, Шарън Стоун, Лолита Давидович и Мартин Ландау. Той е римейк на френския филм „Нещата от живота“ (1970) на режисьора Клод Соте, а сюжетът е заснет във Ванкувър, Британска Колумбия.